# Hygrotus zigetangco
Hygrotus zigetangco är en skalbaggsart som beskrevs av Hans Fery 2003. Hygrotus zigetangco ingår i släktet Hygrotus och familjen dykare. Inga underarter finns listade i Catalogue of Life.